# Jamantau
Jamantau (azbukou Ямантау) je horský hřeben v jižní části pohoří Ural v Rusku. Je dlouhý okolo pěti kilometrů a má dva vrcholy: Velký Jamantau měří 1640 m n. m. a je nejvyšší horou geomorfologického celku Jižní Ural a zároveň také republiky Baškortostán. Sousední Malý Jamantau má nadmořskou výšku 1512 m. Oblast okolo hory je chráněna jako Jihouralská přírodní rezervace, pramení zde řeky Inzer a Jurjuzaň.
Výraz „jaman tau“ znamená v baškirštině „zlá hora“. Domorodci jí dali tento název podle kamenitých svahů, které se nehodí pro pastvu. Sníh leží na vrcholu Jamantau 180 až 205 dní v roce.
Nedaleko hory se nachází uzavřené město Mežgorje. V amerických médiích se proto objevily spekulace, že se pod horou nachází rozsáhlý tajný podzemní vojenský komplex. Vojenský objekt Jamantau se objevuje také v počítačové hře Call of Duty: Black Ops nebo ve hře Metro Exodus. 